# 2020年美国西部野火
2020年美国西部野火，也称2020年美国西部山火，是指正在影响美国西部的一系列野火，直接影响范围包括加利福尼亚州、俄勒冈州、华盛顿州、亚利桑那州、内华达州、爱达荷州、犹他州、蒙大拿州等地区。2020年8月，加利福利亚州、俄勒冈州、华盛顿州因雷暴产生大量野火，至9月，更多野火出现在美国西岸。受强风影响，很多地方的火势迅速蔓延，造成西海岸大片区域受灾。截至9月14日，火灾已造成至少35人死亡，数十人失踪，焚毁面积超过1.9万公顷。
持续数周的火灾在美国西海岸产生大范围浓烟，在该区域引发严重的空气污染，舊金山的白天一度變成了橘色。烟尘也影响了邻国加拿大溫哥華，甚至跨过大西洋飘到了欧洲。
大面积野火引发部分人士质疑环保人士以保护原生态为由，阻止在山区采取任何防火措施，如在山上铲除一些树木草丛，开出防火通道，使得即使局部山区着火也不至于蔓延。